# إرينا ماسودا
إرينا ماسودا (باليابانية: 枡田絵理奈؛ بالكانا: ますだ えりな) هي مذيعة ‏ يابانية، ولدت في 25 ديسمبر 1985 في يوكوهاما في اليابان.

## وصلات خارجية
- الموقع الرسمي